# Caucaea phalaenopsis
Caucaea phalaenopsis är en orkidéart som först beskrevs av Jean Jules Linden och Heinrich Gustav Reichenbach, och fick sitt nu gällande namn av Norris Hagan Williams och Mark W. Chase. Caucaea phalaenopsis ingår i släktet Caucaea och familjen orkidéer. Inga underarter finns listade i Catalogue of Life.

## Bildgalleri

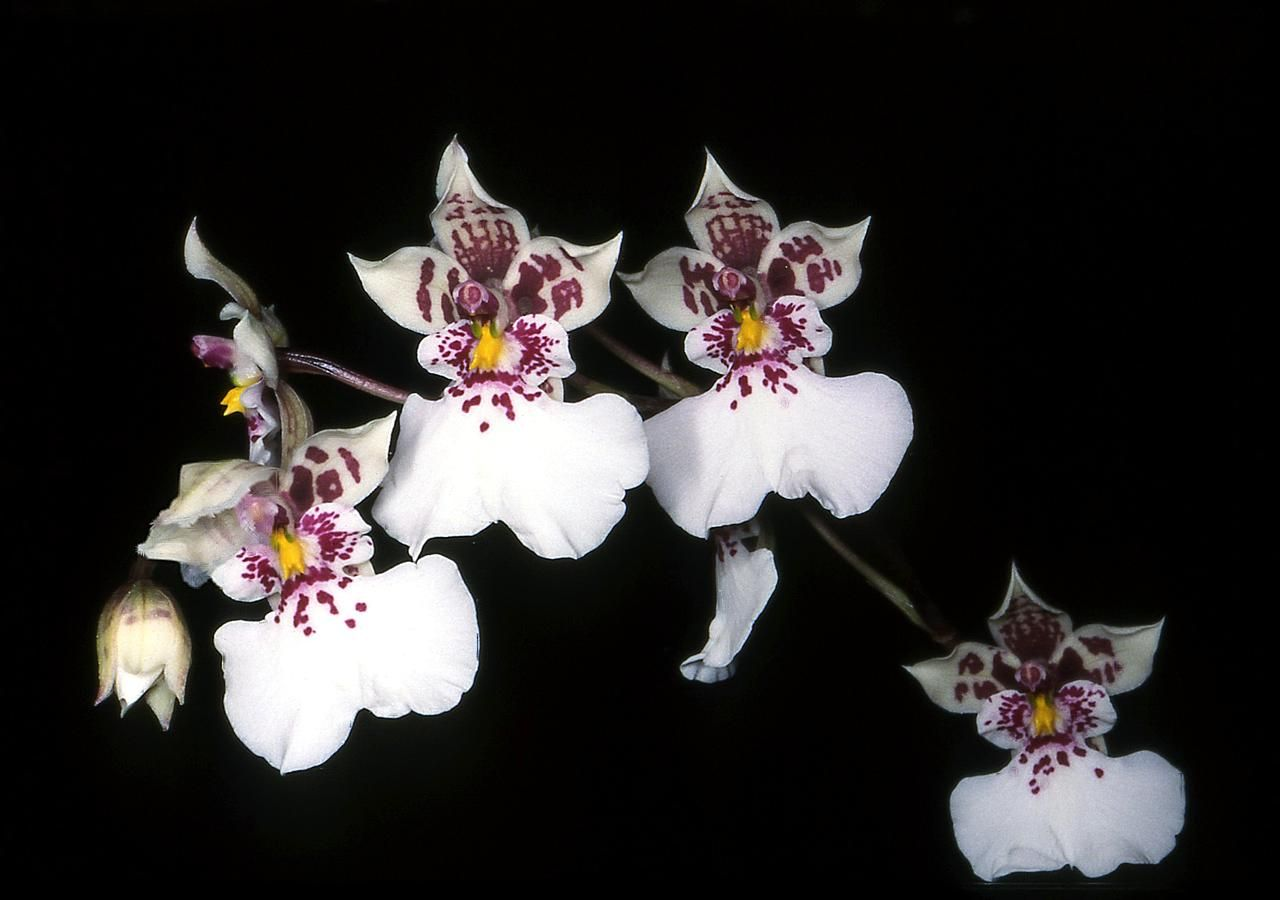
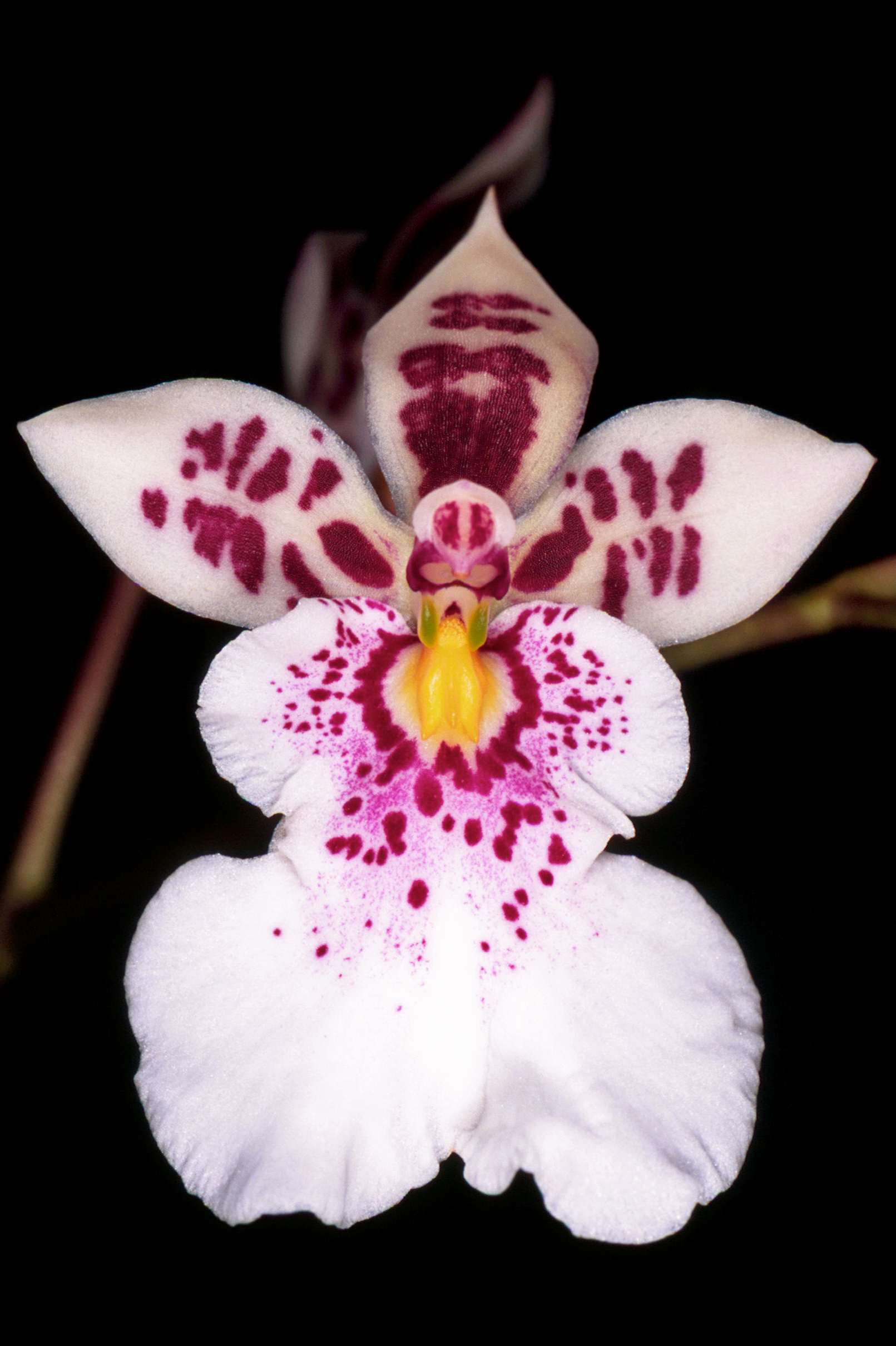